# Morrison (Tennessee)
Morrison es un pueblo ubicado en el condado de Warren en el estado estadounidense de Tennessee. En el Censo de 2010 tenía una población de 694 habitantes y una densidad poblacional de 98,3 personas por km².

## Geografía
Morrison se encuentra ubicado en las coordenadas 35°36′17″N 85°54′43″O / 35.60472, -85.91194. Según la Oficina del Censo de los Estados Unidos, Morrison tiene una superficie total de 7.06 km², de la cual 7.06 km² corresponden a tierra firme y (0%) 0 km² es agua.

## Demografía
Según el censo de 2010, había 694 personas residiendo en Morrison. La densidad de población era de 98,3 hab./km². De los 694 habitantes, Morrison estaba compuesto por el 77.67% blancos, el 5.76% eran afroamericanos, el 0% eran amerindios, el 0% eran asiáticos, el 0% eran isleños del Pacífico, el 14.41% eran de otras razas y el 2.16% pertenecían a dos o más razas. Del total de la población el 16.86% eran hispanos o latinos de cualquier raza.